# Шендель Володимир Степанович
Шендель Володимир Степанович (22 червня 1936),  Донецьк — 13 вересня 2019) — український донецький художник, графік, член Національної спілки художників України, заслужений художник України, народний художник України.

## Творчий доробок
Автор понад півтори тисячі творів, серед яких серії картин «Да, скифы мы!», «История Донбасса», «Лицарі Січі Запорозької», «Великая Отечественная война», «Партизанская республика»; ілюстрації до роману М. Булгакова «Майстер і Маргарита».

### Авторські альбоми і каталоги
- Шендель, В. С. Шендель Владимир Степанович: Юбилейная персональная выставка произведений (1986; октябрь; г. Донецк): Каталог / В. С. Шендель ; Сост. Р. Г. Клименко, Донецкая орг. Союза худож. УССР . — Донецк: ДОСХУ, 1986 . — 42 с.
- Шендель, В. С. Да, скифы — мы: Альбом / Владимир Шендель . — Донецк: Национальный Союз писателей Украины, журнал «Донбасс», 2005 . — 91 с. : ил. — 966-107-14-8
- Шендель, В. С. 2005 . — 966-107-14-8.
- М. Булгаков. Майстер і Маргарита: Master and Margarita [ Текст ]: [фотоальбом офортів й живописних полотен Володимира Шенделя] / Донецький обл. краєзнавчий музей . — Донецьк: Побутсервис, 2008 . — 9 с. : 68 л. іл. — 978-966-8242-68-7

## Нагороди
Нагороджений Грамотою Президії Верховної Ради України.

## Джерело
- Прес-центр